# Lars Peter Hansen
Lars Peter Hansen (Champaign (Illinois), 26 oktober 1952) is een Amerikaans econoom.
Hansen is hoogleraar economie aan de University of Chicago en is vooral bekend van zijn werk op het gebied van de  momentschatter in de econometrie.
In 2013 kreeg hij samen met Eugene Fama en Robert Shiller de Prijs van de Zweedse Rijksbank voor economie (ook wel aangeduid als de 'Nobelprijs voor de Economie') voor hun empirische analyse van de prijzen van activa. In 2018 ontving hij een eredoctoraat van Tilburg University.  
- Bibliothèque nationale de France: cb12307198g (data)
- CiNii: DA0541442X
- DBLP: 48/10624
- Gemeinsame Normdatei: 130587087
- International Standard Name Identifier: 0000 0001 1025 2517
- Library of Congress Control Number: n88626345
- Nationale Bibliotheek van Letland: 000240870
- Mathematics Genealogy Project: 198183
- Nationale Bibliotheek van Tsjechië: vse2013787972
- Nationale Bibliotheek van Israël: 987007440215105171
- Nederlandse Thesaurus van Auteursnamen: 072759127
- ORCID: 0000-0003-0035-8558
- Système universitaire de documentation: 031950760
- Virtual International Authority File: 39444352
- WorldCat: E39PBJcgtr4fwKmBMbcfHk94bd

1969: Frisch, Tinbergen ·
1970 : Samuelson ·
1971: Kuznets ·
1972: Hicks, Arrow ·
1973: Leontief ·
1974: Myrdal, Hayek ·
1975: Kantorovitsj, Koopmans ·
1976: Friedman ·
1977: Ohlin, Meade ·
1978: Simon ·
1979: Schultz, Lewis ·
1980: Klein ·
1981: Tobin ·
1982: Stigler ·
1983: Debreu ·
1984: Stone ·
1985: Modigliani ·
1986: Buchanan ·
1987: Solow ·
1988: Allais ·
1989: Haavelmo ·
1990: Markowitz, Miller, Sharpe ·
1991: Coase ·
1992: Becker ·
1993: Fogel, North ·
1994: Harsanyi, Nash, Selten ·
1995: Lucas ·
1996: Mirrlees, Vickrey ·
1997: Merton, Scholes ·
1998: Sen ·
1999: Mundell ·
2000: Heckman, McFadden ·
2001: Akerlof, Spence, Stiglitz ·
2002: Kahneman, Smith ·
2003: Engle, Granger ·
2004: Kydland, Prescott ·
2005: Aumann, Schelling ·
2006: Phelps ·
2007: Hurwicz, Maskin, Myerson ·
2008: Krugman ·
2009: Ostrom, Williamson ·
2010: Diamond, Mortensen, Pissarides ·
2011: Sims, Sargent ·
2012: Roth, Shapley  ·
2013: Fama, Hansen, Shiller  ·
2014: Tirole  ·
2015: Deaton  ·
2016: Hart, Holmström ·
2017: Thaler ·
2018: Nordhaus, Romer ·
2019: Banerjee, Duflo, Kremer ·
2020: Milgrom, Wilson ·
2021: Imbens, Angrist, Card ·
2022: Bernanke, Diamond, Dybvig ·
2023: Goldin ·
2024: Acemoglu, Johnson, Robinson